# Pleurothallis quadricaudata
Pleurothallis quadricaudata är en orkidéart som beskrevs av Rudolf Schlechter. Pleurothallis quadricaudata ingår i släktet Pleurothallis och familjen orkidéer. Inga underarter finns listade i Catalogue of Life.